# دانيال باتز
دانيال باتز (بالألمانية: Daniel Batz)‏ (12 يناير 1991 بإرلنغن في ألمانيا - ) هو لاعب كرة قدم ألماني في مركز حراسة المرمى. لعب مع كيمنتزر ونادي فرايبورغ ونادي نورنبرغ و1. FC Nürnberg II ‏ ونادي إلفرسبيرغ.

## روابط خارجية
- دانيال باتز على موقع قاعدة بيانات كرة القدم.إي يو (الإنجليزية)
- دانيال باتز على موقع بيانات كرة القدم. دي إي (الألمانية)
- دانيال باتز على موقع Soccerbase.com (لاعب) (الإنجليزية)
- دانيال باتز على موقع Soccerway.com (الإنجليزية)
- دانيال باتز على موقع عالم كرة القدم.نت (الإنجليزية)
- دانيال باتز على موقع AS.com (الإسبانية)